# Krystle D'Souza
Krystle D'Souza (Mumbai, 1º marzo 1990) è un'attrice indiana.

## Biografia
Ha debuttato come attrice televisiva nel 2007 in Kahe Naa Kahe; la svolta è arrivata nella serie tv Ek Hazaaron Mein Meri Behna Hai, dove ha interpretato il ruolo di protagonista insieme con Nia Sharma.
È nota principalmente per i suoi ruoli attoriali ed interpretazioni in svariate serie televisive indiane tra cui: Ek Nayi Pehchaan, Brahmarakshas e in Belan Wali Bahu. Ha esordito in campo cinematografico nel 2021 nel film Chehre.

## Filmografia parziale

### Televisione
- Ek Hazaaron Mein Meri Behna Hai (2011-2013)

## Riconoscimenti
- 2018 – Gold Awards – Migliore attrice in un ruolo comico per Belan Wali Bahu